# Antoine Mercier
Pour les articles homonymes, voir Mercier.
Antoine Mercier, né le 4 octobre 1977 à Paris 20e, est un escrimeur français, pratiquant le fleuret.
Il remporte la médaille d'argent par équipes aux Championnats d'Europe d'escrime 1999 à Bolzano et la médaille d'or par équipes aux Championnats d'Europe d'escrime 2003 à Bourges.